# Лео Вайсгербер
Лео Вайсґербер нім. Johann Leo Weisgerber — німецький мовознавець, фахівець з німецької мови, кельтологіі та загального мовознавства, найвидатніший представник неогумбольдтіанского напряму в мовознавстві

## Життєпис
Лео Вайсґербер народився в Меці (Лотарингія, Франція) 25 лютого 1899 року. Після закінчення гімназії 1917 року брав участь у бойових діях Першої світової війни, а після повернення з фронту вступив до Боннського університету, де вивчав порівняльне мовознавство і германістику, а також романістику і кельтологію. 
1923 року захистив дисертацію з кельтологіі, після чого отримав запрошення залишитися в Боннському університеті для роботи над докторською дисертацією. 1925 року в Боннському університеті Вайсґербер захистив докторську дисертацію "Мова як форма суспільного пізнання. Дослідження про суть мови як введення в теорію мовних змін "(Sprache als gesellschaftliche Erkenntnisform. Eine Untersuchung über das Wesen der Sprache als Einleitung zu einer Theorie des Sprachwandels).
Того ж року Вайсґербер став приват-доцентом Боннського університету, а восени 1926-го — професором порівняльного мовознавства Ростоцького університету. 1927 року він познайомився з Й. Трір, що зробило вирішальний вплив на подальшу наукову діяльність Вайсґербера.
Після 1933 року досліджував питання історії мови, а 1938-го став професором загальної та індоєвропейського мовознавства Марбурзького університету, 1942-го повернувся до Боннського університету.
Під час Другої світової війни Вайсґербера знову рекрутують до армії: його направляють в Бретань у розпорядження управління сухопутних сил, де він займається в основному проблемами місцевого кельтомовного населення. Після закінчення війни він повертається до Марбурга, де знаходилася його сім'я.
У наступні роки Вайсґербер випускає свою найважливішу працю — чотиритомник «Про сили німецької мови» (Von den Kräften der deutschen Sprache), в якому сформульовані та обгрунтовані положення його лінгвофілософской концепції.
1961 року Вайсґербер став першим лауреатом премії ім. Конрада Дудена. Його обрали почесним доктором філософського факультету Левенського університету (Бельгія), а також членом-кореспондентом Академії наук у Геттінгені і Берлінського Археологічного інституту. Також Вайсґербер став кавалером ордена «Федеральний Хрест за заслуги» першого ступеня. 
Помер Вайсґербер в Бонні 8 серпня 1985.